# Jotdog (álbum)
Jotdog é o álbum de estreia do grupo musical mexicano Jotdog, lançado em 19 de Setembro de 2009 pela gravadora Sei Track.  Os singles lançados foram "Hasta Contar a Mil", "Resistir" e "Las Pequeñas Cosas". O álbum foi produzido pelo integrante Jorge "Chiquis" Amaro e as canções escritas e compostas por Amaro e pela vocalista María Barracúda. As canções no modo geral falam de desamor e são baseados nos estilos pop rock e new wave. O álbum recebeu críticas positivas, principalmente referente à qualidade da produção e das letras das canções.

## Antecedentes e produção
Antes de surgir a banda, os integrantes María Barracúda, Jorge "Chiquis" Amaro e Alejandro "Midi" Ortega tinham suas próprias carreiras. Barracúda já tinha lançado dois álbuns como solista, sendo o primeiro em 2004 pela Sony Music e o segundo em 2006, intitulado Mi Otra Vida, por uma gravadora independente. Já Amaro foi membro de outros grupos mexicanos como Fobia, Neon, Rostros Ocultos e Kelly y los Eléctricos, assim como produtor, engenheiro de som, e arranjador de outros artistas como Natalia Lafourcade, Maná, Ricardo Arjona, Timbiriche, and Víctimas del Doctor Cerebro. O então terceiro integrante, Alejandro "Midi" Ortega, era membro do grupo Moenia. Sua entrada para o Jotdog ocorreu quando Moenia decidiu dar uma breve pausa na carreira.
Barracúda e Amaro começaram a parceria em 2005, quando uma gravadora os contrataram para compor canções para outros artistas. Entre essas, nasceram três das que posteriormente seriam incluídas no álbum de estreia: "Lo Que Digo Yo", "El Beso" e "I Love You". Até surgir o grupo em si, Barracúda e Amaro tocavam em bares e festas, algumas vezes sendo em parceria com colegas como Iván González, da banda mexicana Maná, e o então futuro terceiro integrante, Ortega. O álbum foi produzido por Amaro, e as canções escritas e compostas por ele e Barracúda.

## Repercussão
| Críticas profissionais | Críticas profissionais |
| Avaliações da crítica  | Avaliações da crítica  |
| Fonte                  | Avaliação              |
| ---------------------- | ---------------------- |
| Allmusic               | [ 3 ]                  |

O crítico Mariano Prunes do Allmusic deu quatro de cinco estrelas no total. Prumes comparou Jotdog com a banda americana Garbage e cita a espanhola Mecano como sua grande influência. Prumes também destacou a preferência da banda pelo som da década de 80 ao invés do pop.

## Prêmios e indicações
Em 2010, o álbum foi indicado ao Prêmio Oye! na categoria "Melhor Álbum Pop de Dupla/Grupo", mas perdeu para Dejarte de Amar da banda Camila. No mesmo ano, foi indicado ao Grammy Latino na categoria "Melhor Álbum Vocal de Rock de Dupla ou Grupo", mas também perdeu para Dejarte de Amar de Camila.

## Faixas
| Jotdog — Edição standard |                                                   |                                       |         |  |
| N.º                      | Título                                            | Compositor(es)                        | Duração |  |
| 1.                       | "I Love You"                                      | María Barracuda Jorge "Chiquis" Amaro | 3:34    |  |
| 2.                       | "Lo Que Digo Yo"                                  | Barracuda Amaro                       | 3:13    |  |
| 3.                       | "Hasta Contar a Mil"                              | Amaro                                 | 3:26    |  |
| 4.                       | "El Beso"                                         | Barracuda Amaro                       | 3:40    |  |
| 5.                       | "Las Pequeñas Cosas"                              | Barracuda Amaro                       | 3:54    |  |
| 6.                       | "Vives en mis Sueños"                             | Barracuda Amaro                       | 3:30    |  |
| 7.                       | "Pobrecito"                                       | Barracuda Amaro                       | 3:50    |  |
| 8.                       | "Piensa en Mí (Alt. Version)"                     | Barracuda Amaro I. Glez               | 3:51    |  |
| 9.                       | "Resistir"                                        | Amaro                                 | 3:55    |  |
| 10.                      | "Colores"                                         | Tom Kelly Billy Steinberg Barracuda   | 3:55    |  |
| 11.                      | "Mírame! Mírate! (Invencible)"                    | Barracuda Amaro                       | 3:49    |  |
| 12.                      | "Baila Sin Parar"                                 | Barracuda Amaro                       | 3:49    |  |
| 13.                      | "Corazón Violento"                                | Barracuda Amaro                       | 6:25    |  |
| 14.                      | "Las Pequeñas Cosas (Sweet Suite Version by PGG)" | Barracuda Amaro                       | 6:25    |  |
| 15.                      | "Piensa en Mí"                                    | Barracuda Amaro I. Glez               | 3:51    |  |
| Duração total:           | Duração total:                                    | Duração total:                        | 40:08   |  |

| Jotdog — Edição especial (DVD) |                                           |         |  |
| N.º                            | Título                                    | Duração |  |
| 1.                             | "Hasta Contar a Mil (Video)"              |         |  |
| 2.                             | "Hasta Contar a Mil (Making of)"          |         |  |
| 3.                             | "Resistir (Video)"                        |         |  |
| 4.                             | "Resistir (Making of)"                    |         |  |
| 5.                             | "Las Pequeñas Cosas (Making of)"          |         |  |
| 6.                             | "Piensa en Mí (Alt. Version) (Making of)" |         |  |

| Jotdog — Edição americana |                                |                           |         |  |
| N.º                       | Título                         | Compositor(es)            | Duração |  |
| 1.                        | "Hasta Contar a Mil"           | Jorge "Chiquis" Amaro     | 3:26    |  |
| 2.                        | "Lo Que Digo Yo"               | María Barracuda Amaro     | 3:13    |  |
| 3.                        | "El Beso"                      | Barracuda Amaro           | 3:40    |  |
| 4.                        | "Las Pequeñas Cosas"           | Barracuda Amaro           | 3:54    |  |
| 5.                        | "Piensa en Mí"                 | Barracuda Amaro I. Glez   | 3:51    |  |
| 6.                        | "Resistir"                     | Amaro                     | 3:55    |  |
| 7.                        | "Pobrecito"                    | Barracuda Amaro           | 3:50    |  |
| 8.                        | "Colores"                      | Kelly Steinberg Barracuda | 3:55    |  |
| 9.                        | "Mírame! Mírate! (Invencible)" | Barracuda Amaro           | 3:49    |  |
| 10.                       | "Baila Sin Parar"              | Barracuda Amaro           | 3:49    |  |
| 11.                       | "Vives en mis Sueños"          | Barracuda Amaro           | 3:30    |  |
| Duração total:            | Duração total:                 | Duração total:            | 38:12   |  |

## Créditos
Em ordem alfabética.
| - Jorge "Chiquis" Amaro – baixo, bateria, composição, coro - María Barracuda – composição, vocal - Leo Glez Bricio – Arte - Gabriel Bronfman – violoncelo - Cristina Costa – figurino - I. Gonzalez – composição, piano | - Ashley Lynn Hall – penteado - Jotdog – vocalista - Tom Kelly – composição - Tom Peluso – coro - Sergio Santa Cruz – coro - Billy Steinberg – composição |  |

## Charts

### Semanais
| Chart (2009)              | Posição |
| ------------------------- | ------- |
| México (AMPROFON Top 100) | 52      |

## Histórico de lançamentos
| País    | Data                   | Formato(s)       | Ediçõ(es) | Gravadora(s)    | Ref.  |
| ------- | ---------------------- | ---------------- | --------- | --------------- | ----- |
| Mundial | 6 de Junho de 2009     | Download digital | Standard  | OCESA Sei Track | [ 8 ] |
| México  | 19 de Setembro de 2009 | CD               | Standard  | OCESA Sei Track |       |
| México  | 7 de Junho de 2010     | CD/DVD           | Especial  | OCESA Sei Track | [ 9 ] |